# Lheu Blang
Lheu Blang is een bestuurslaag in het regentschap Aceh Besar van de provincie Atjeh, Indonesië. Lheu Blang telt 680 inwoners (volkstelling 2010).